# 小林昭仁
小林 昭仁（こばやし あきひと、1929年 - 2015年8月28日）は、長野県出身の元アマチュア野球選手、指導者である。ポジションは捕手。旧姓は藤澤。

## 来歴・人物
松本商業高校と専修大学で捕手としてプレーする。大学卒業後は建設会社で勤務していたが、1956年1月に先輩の中島治康の紹介により、駒澤大学の監督に就任し、1962年春季に東都一部リーグ初優勝を遂げた。1963年春季と1964年春季でも優勝し、3年連続春季リーグ優勝を達成。1964年の全日本大学野球選手権では早稲田大学を破り、初の日本一を果たした。東京オリンピックの日本学生代表チームの監督を務めた。1970年秋季で一部リーグ最下位の責任を取り、入れ替え戦直前に駒澤大学野球部監督を辞任した。
1974年から母校･専修大学の監督を務め、1978年春季に優勝を果たした。同年の第7回日米大学野球選手権大会で日本代表のコーチも務めた。
専修大学監督時代に中尾孝義に捕手守備用ヘルメットを手渡し、以降、中尾はプロ野球に進んだ後も愛用、NPBに普及する端緒となった。
1983年から拓殖大学の監督を務めた。
2015年8月28日死去。86歳没。